# Telefónica Argentina
Telefónica de Argentina es una compañía de telecomunicaciones, filial del Grupo Telefónica en Argentina, fundada en el año 1990 luego de la privatización de la Empresa Nacional de Telecomunicaciones (ENTel). Actualmente es una de las dos mayores operadoras de telefonía y servicios de Internet del país, junto a su principal competidora, Telecom Argentina.

## Operaciones
Telefónica Argentina está dividida en distintos departamentos o filiales en que se reparten las actividades desarrolladas por la empresa:
- Telefónica Empresas Argentina,[2] comunicaciones de voz, datos y soporte de Internet para empresas en Argentina bajo la razón social Telefónica Data de Argentina S.A.
- Movistar Argentina, telefonía fija-nacional e internacional, telefonía móvil, TV y acceso a Internet bajo la marca Movistar y Tuenti. Legalmente Telefónica Móviles Argentina S.A.
- Pléyade Argentina, administrador de seguros del Grupo Telefónica en la Argentina.
- Fundación Telefónica Argentina, Colaboración social con individuos y corporaciones en busca de soluciones.

El 24 de febrero de 2025 Telefónica Hispanoamérica ha llegado a un acuerdo con Telecom Argentina para vender la totalidad de sus acciones en el capital social de Telefónica Argentina. La transacción está valorada en 1.245 millones de dólares.